# Dallara DW12
De Dallara DW12 is een IndyCar Series auto, die vanaf 2012 wordt gebruikt door alle IndyCar teams. Voor het seizoen 2012 is besloten om het oude Dallara-chassis (IR-05) te vervangen door een compleet nieuw chassis (ook van Dallara) waarbij elk team zijn eigen aerokit (bodypanelen, aerokit, sidepods en vleugels) kan bouwen die uiteindelijk op een standaard chassis komen. Deze aerokit mogen de teams pas vanaf 2013 omdat dit nog niet getest kon worden in 2012. Honda wordt ook niet langer meer de enige motorleverancier aangezien Chevrolet zijn comeback maakt en er ook Lotus met back-up van Cosworth motoren gaat leveren.

## Nieuw chassis
Op 14 Juli 2010 werd Dallara gekozen als fabrikant van het nieuwe chassis dat vanaf 2012 zal worden gebruikt. Dallara zou een chassis maken wat de basis was voor de nieuwe auto. Teams konden een eigen aerokit (bodypanelen, aerokit, sidepods en vleugels) bouwen of laten maken. Maar dit werd verplaatst naar 2013 zodat ze eerst de auto beter konden leren kennen.
Dallara heeft ook een fabriek laten bouwen in Speedway (Indiana) om hier de nieuwe auto's te laten bouwen. Dit was onderdeel van de afspraak zodat de kosten zo laag mogelijk werden gehouden. Het chassis zou €263,680 ($345,000) gaan kosten maar later kwam dit uit op €382,335 ($500,250). Het nieuwe chassis is ook zo gebouwd dat auto's niet meer over de achterwielen werden gelanceerd.
Voor de motor was gekozen voor een 2,2 liter V6 met één of twee turbo's met 550 pk tot 750 pk. Meerdere leveranciers mochten een motor te leveren. Zo was Honda niet de enige meer en zou Chevrolet terugkeren na zes jaar afwezigheid en mocht Lotus ook een motor bouwen. Verschillende teams die een Lotus motor hadden wisselden nog voor de Indianapolis 500 van motor, omdat de Lotus motor te traag was.
Op 9 oktober 2011 maakte de IndyCar Series bekend dat de auto naar de verongelukte Dan Wheldon zou worden vernoemd, hij heeft het meeste van het testwerk met de auto gedaan.